# Mary Carr Moore
Mary Carr Moore   (Memphis, 6 d'agost de 1873 - Inglewood, 9 de gener de 1957) va ser una compositora, directora d'orquestra, cantant i educadora musical estatunidenca del segle XX. Avui dia és més recordada per la seva associació amb la vida musical de la Costa Oest.

## Primers anys de vida
Moore va néixer com a Mary Louise Carr el 6 d'agost de 1873 a Memphis, Tennessee, filla de la ministra unitària Sarah Pratt Carr i del seu marit Byron Oscar Carr. Va passar la seva infància a Memphis i Louisville, Kentucky, fins als deu anys, quan la seva família es va traslladar a la costa oest dels Estats Units d'Amèrica. Allà viuria la resta de la seva vida. Dotada musicalment des de ben petita, Moore va començar els seus estudis a San Francisco, rebent classes de composició amb John Haraden Pratt i estudiant cant amb Henry Bickford Pasmore. Va començar a ensenyar i compondre el 1889; una cançó que va escriure aquell any es va publicar més tard. El 1894 va protagonitzar la seva primera opereta, L'Oracle, quan va ser estrenada per un grup d'aficionats a San Francisco. L'any següent, va deixar de cantar per dedicar-se plenament a l'ensenyament i a la composició. El 1895 va començar a ensenyar a Lemoore, Califòrnia, i es va traslladar a Seattle el 1901.

## Narcissa
Mentre era a Seattle, Moore va començar a treballar en la seva segona obra teatral, la més ambiciosa. Titulada Narcissa or The Cost of Empire (Narcissa o el cost de l'Imperi), la gran òpera de quatre actes explicava la història de Marcus i Narcissa Whitman i l'atac a la seva missió a Walla Walla el 1847. La mare de Moore, Sarah Carr, va escriure el llibret. Diversos artistes distingits van ser viatjar des de la ciutat de Nova York per actuar a la première, celebrada a Seattle el 1912. No hi havia cap director disponible; en conseqüència, la mateixa Moore va pujar al podi. L'òpera no va aconseguir guanyar-se un lloc en el repertori i aviat va desaparèixer, tot i que Moore va dirigir reposicions a San Francisco el 1925 i a Los Angeles el 1945.

## David Rizzio
El 1932, Moore va rebre l'encàrrec de compondre una òpera per a la seva producció a Venècia; va triar com a tema un episodi de la vida de Maria, reina d'Escòcia. David Rizzio, una gran òpera en dos actes, va ser l'única obra de Moore escrita amb llibret en italià. Quan la representació a Venècia va fracassar, un grup d'organitzacions d'aficionats es van unir i van produir l'obra a Los Angeles.

## Carrera posterior
Moore va continuar component òperes després de David Rizzio, tot i que cap va tenir gaire èxit. Es va traslladar a Los Angeles el 1926, i hi va romandre la resta de la seva vida; del 1928 al 1947 va ensenyar teoria i composició al Chapman College d'Orange i del 1926 al 1943 va formar part del professorat de l'Olga Steeb Piano School. També va treballar per promoure la música americana, organitzant un American Music Center a Seattle el 1909 i ajudant de 1936 a 1942 a la interpretació de música de compositors locals a Los Angeles; això últim es va fer sota els auspicis del Federal Music Project. El 1930, Narcissa va guanyar la Medalla Bispham Memorial; el 1936, Moore va rebre un doctorat honoris causa en música de mans de Chapman. Va morir el 9 de gener de 1957 a Inglewood, Califòrnia, i està enterrada al cementiri d'Inglewood Park.

## Vida personal
Moore es va casar als vint anys, un matrimoni que va durar poc més d'una dècada. Va tenir una filla, Marian Hall Moore, i uns fills, Byron Carr Moore i John Wesley Moore. El cens de 1920 la registra en un nou matrimoni, però aquesta relació també va acabar en divorci. El seu fill, el Dr. John Wesley Moore, va morir en un accident d'avió el 1944 mentre servia com a metge militar a les Forces Aèries dels Estats Units d'Amèrica. Va mantenir estrets llaços familiars, i més tard va donar suport durant un temps a la seva filla divorciada, la seva mare i els seus dos néts.

## Estil compositiu
Moore va ser un compositora conservadora, que va escriure música amb un repartiment majoritàriament romàntic. Algunes de les seves cançons contenen qualitats impressionistes i recorden a Debussy. En obres posteriors, com ara David Rizzio, Moore va fer un ús més ampli de l'escala tonal completa, tot i que el seu estil va romandre bàsicament tonal fins al final de la seva carrera.

## Llegat
Mary Carr Moore és recordada avui dia principalment pels seus esforços en nom de la vida musical de la Costa Oest. Va ser una de les primeres compositores a promoure l'òpera a Seattle, i sovint promovia l'obra dels seus companys juntament amb la seva. Com a professora, també va promoure el treball dels seus alumnes, fins i tot va fundar un club de manuscrits per a la interpretació regular de la seva música. Entre els seus alumnes hi havia la compositora Addie Anderson Wilson.

## Enregistraments
Un grapat de cançons de Moore van ser enregistrades per Evelyn de la Rosa i David Rudat per a Cambria Records el 1984.

## Òperes
- The Oracle (1894)
- Narcissa, or The Cost of Empire (1911)
- The Leper (escrita el 1912)
- Memories (1914)
- Harmony (1917)
- The Flaming Arrow, or, The Shaft of Ku' Pish-ta-ya (1922)
- David Rizzio (1928)
- Los Rubios (1931)
- Flutes of Jade Happiness (1933)
- Légende Provençale, inèdita, partitura orquestral desapareguda